# Manuel Correia Vasques
Manuel Correia Vasques ou Manuel Correia Vasqueanes (c. 1600 – 8 de janeiro de 1648).
Meio-irmão de Salvador Correia de Sá, conquistador de Angola, governador do Rio de Janeiro, como filhos de Martim Correia de Sá, governador do Rio de Janeiro e de Maria de Mendoza y Benevides.
Casou-se com Maria de Alvarenga e tiveram como filhos:
1. Martinho Correia Vasques (1627-?) casado com Guiomar de Brito
2. Tomé Correia de Alvarenga.